# Источни Сасекс
Источни Сасекс (енгл. East Sussex) је традиционална грофовија Енглеске.